# ندغ توتي
الندغ التوتي (باللاتينية: Satureja acinos) نوع نباتي عشبي يتبع جنس الندغ من الفصيلة الشفوية.